# Matsya

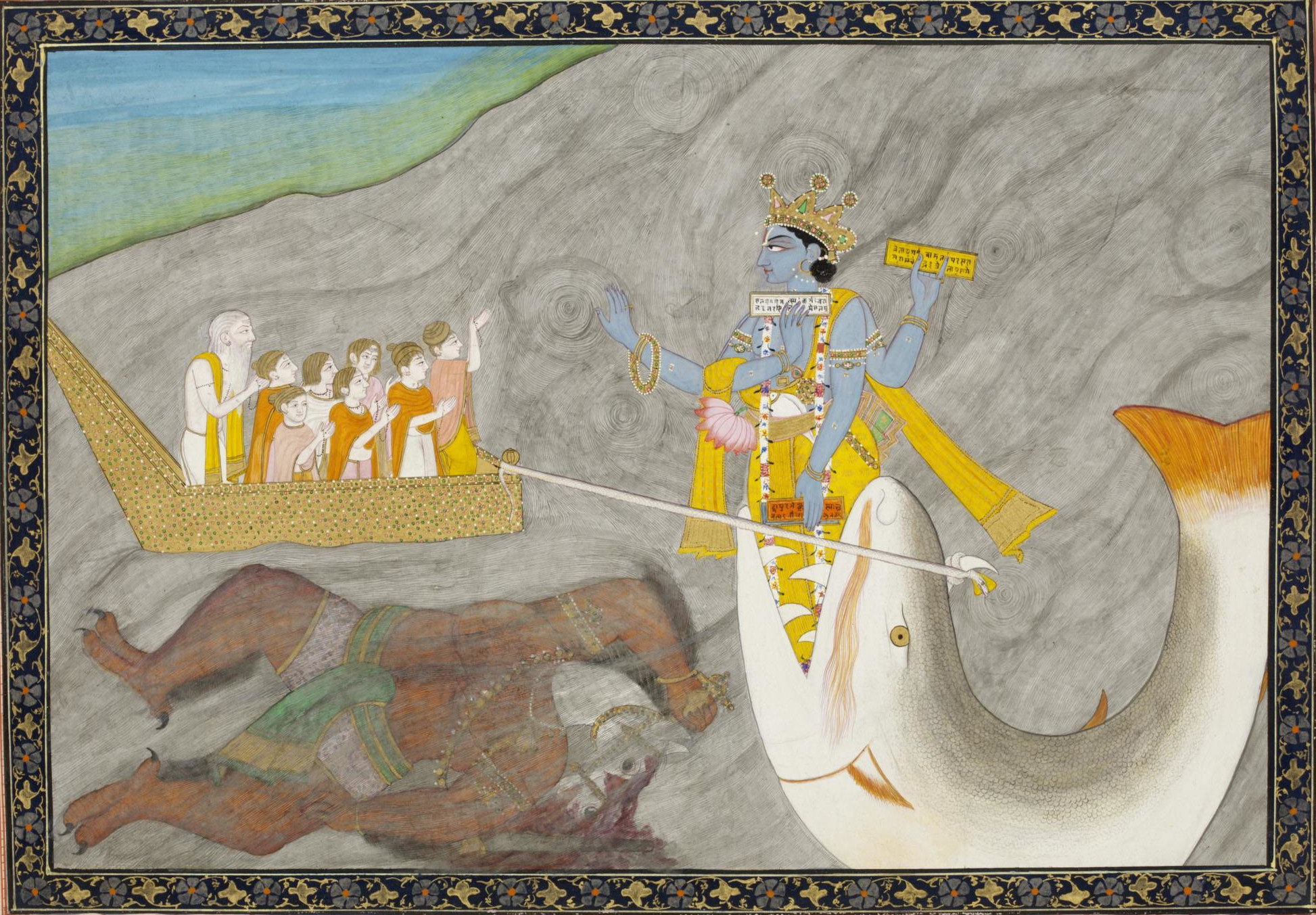
Matsya trekt de boot van Manoe en de rishi, ca. 1870

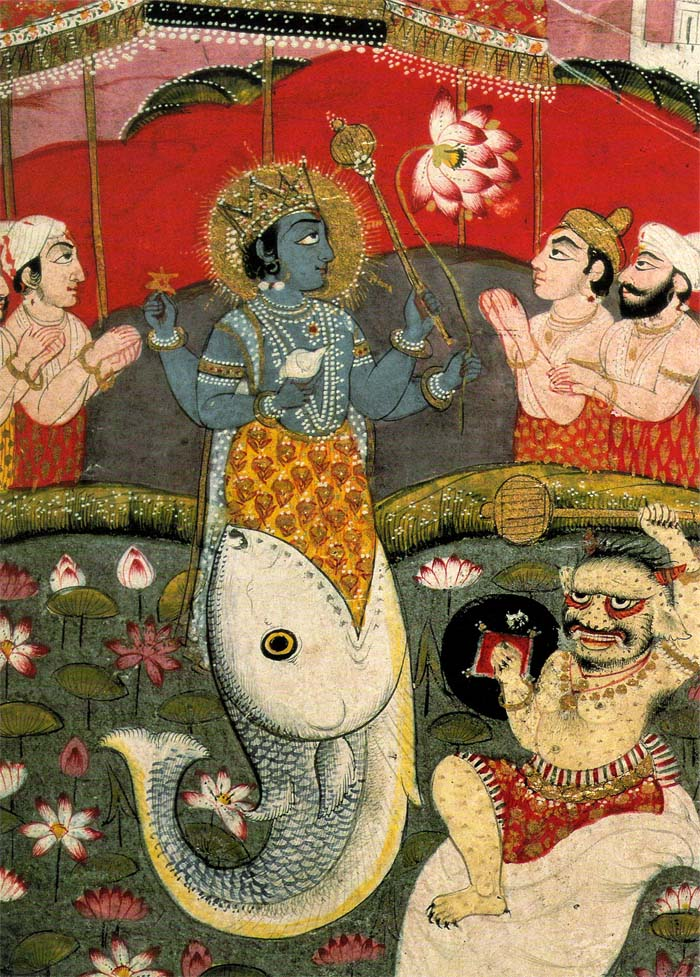
Matsya, incarnatie van Vishnoe als vis

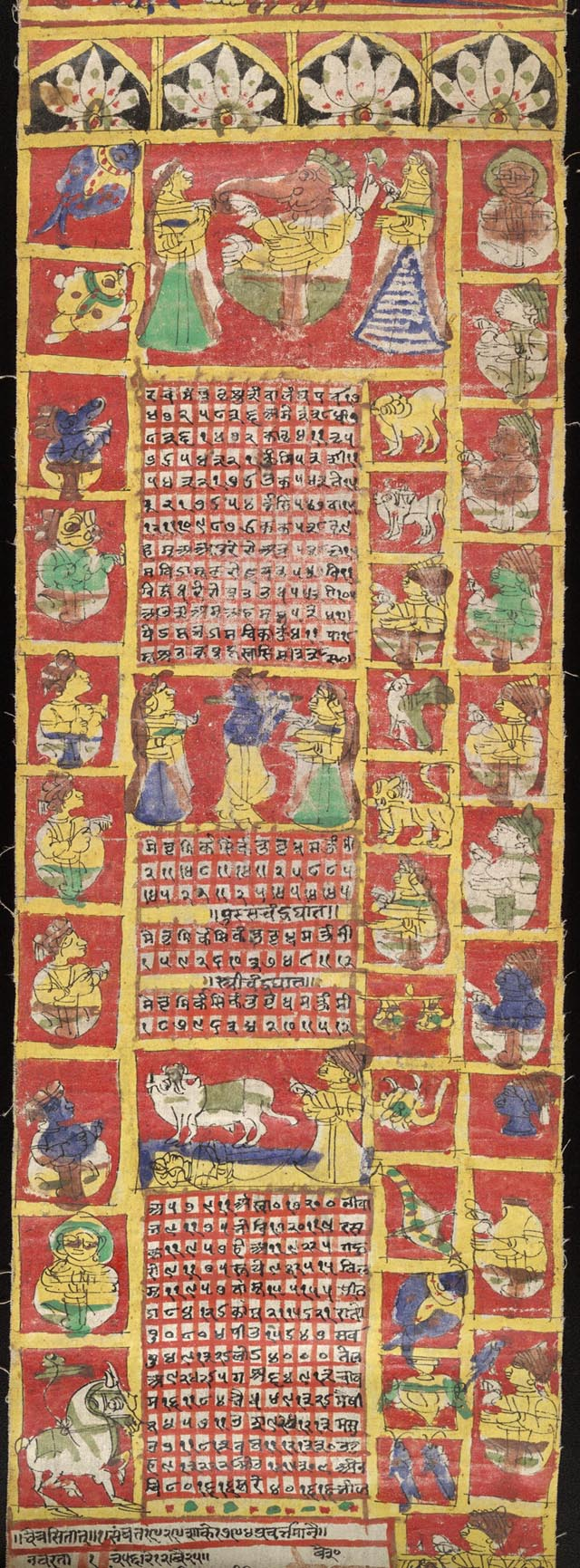
Hindoekalender met aan de linkerkant de tien avatars van Vishnoe, 1871/1872

Matsya was de eerste avatara van Vishnoe. Hij was de vis die de grote rol speelde in het verhaal van Manoe. Manoe werd door de goden gekozen om als enige mens te overleven. Hij vond Matsya als een kleine vis, en hij verzorgde hem. Matsya beloofde hem, dat als Manoe hem goed zou verzorgen, Matsya hem zou redden.
Matsya bleef maar doorgroeien. Manoe hield hem in een klein aquarium, maar na een week moest Matsya al naar een bassin worden overgebracht. Na nog een week moest Manoe hem al naar de zee brengen. Toen zei Matsya dat hij een boot moest bouwen om van het dreigende gevaar te ontsnappen. Toen het water begon te stijgen wist Matsya de boot voort te bewegen door middel van een kabel aan een hoorn die op zijn rug zat.
Alleen de toppen van de Himalaya waren nog droog, Matsya zwom hierheen en Manoe ging hier aan land. Manoe was gered, maar hij was de enige mens die op de hele aarde nog in leven was. Manoe bad de goden, waaronder de ondertussen weer god geworden Vishnoe, of hij een vrouw mocht hebben. Vishnoe gaf hem er een, en zo werden Manoe en zijn vrouw de stamouders van de mensheid.
Volgens enkele verhalen was Matsya een incarnatie van Brahma, de Hindoeīstische god met vier gezichten. Ook zijn er verhalen waarin wordt gezegd dat er veertien overstromingen zijn geweest, en dus ook veertien Manoes en Matsya's.

## Afbeeldingen

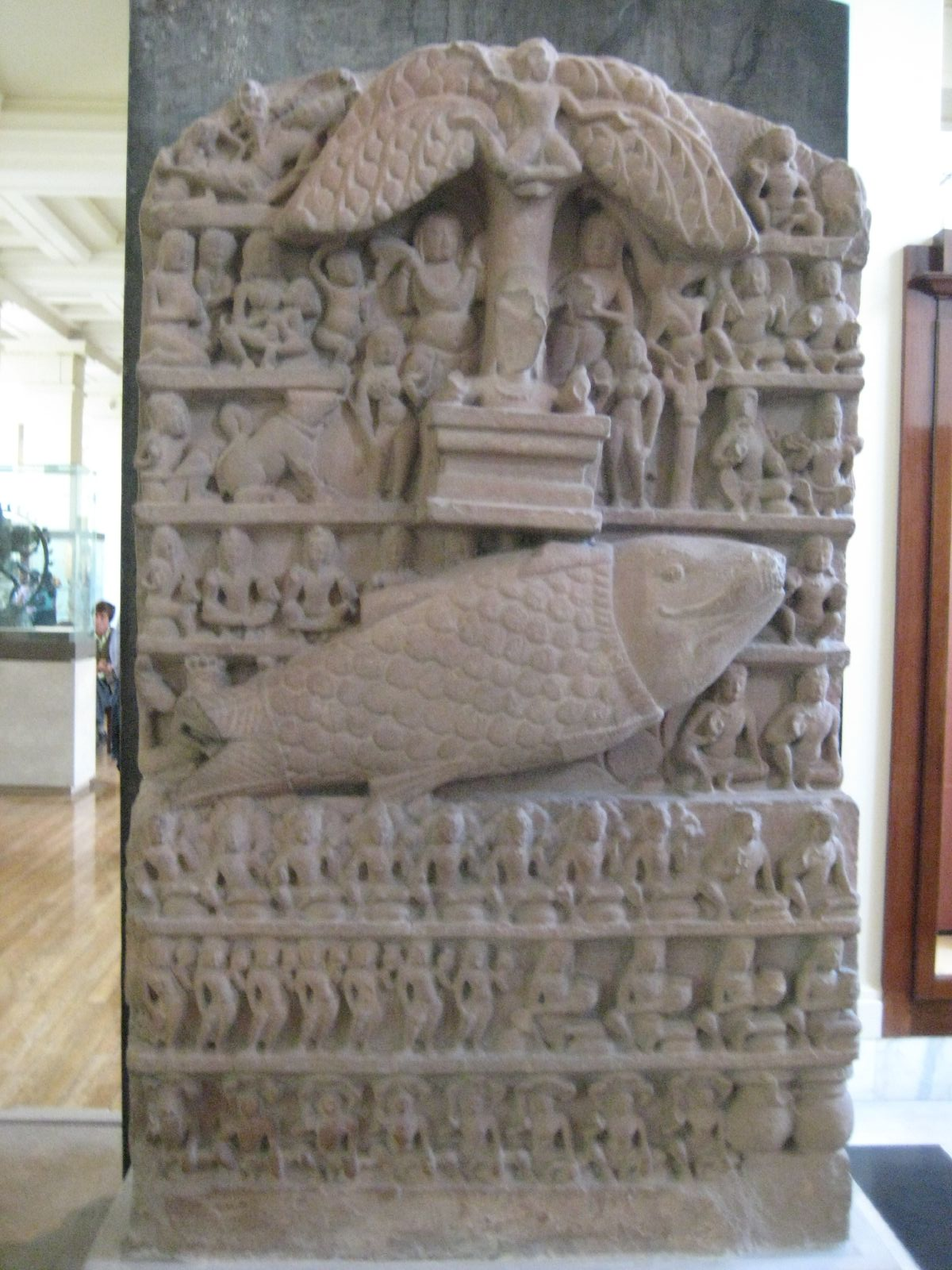
British Museum, 9e-10e eeuw
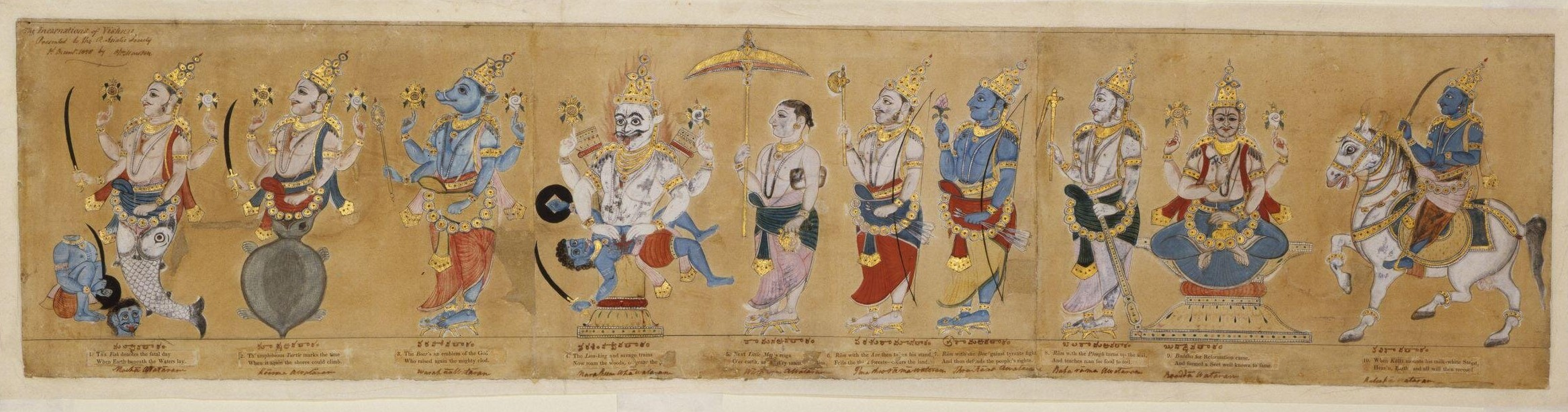
De avatara's Matsya, Kurma, Varaha, Narasimha, Vamana, Parashurama, Rama, Balarama, Buddha en Kalkin, 19e eeuw
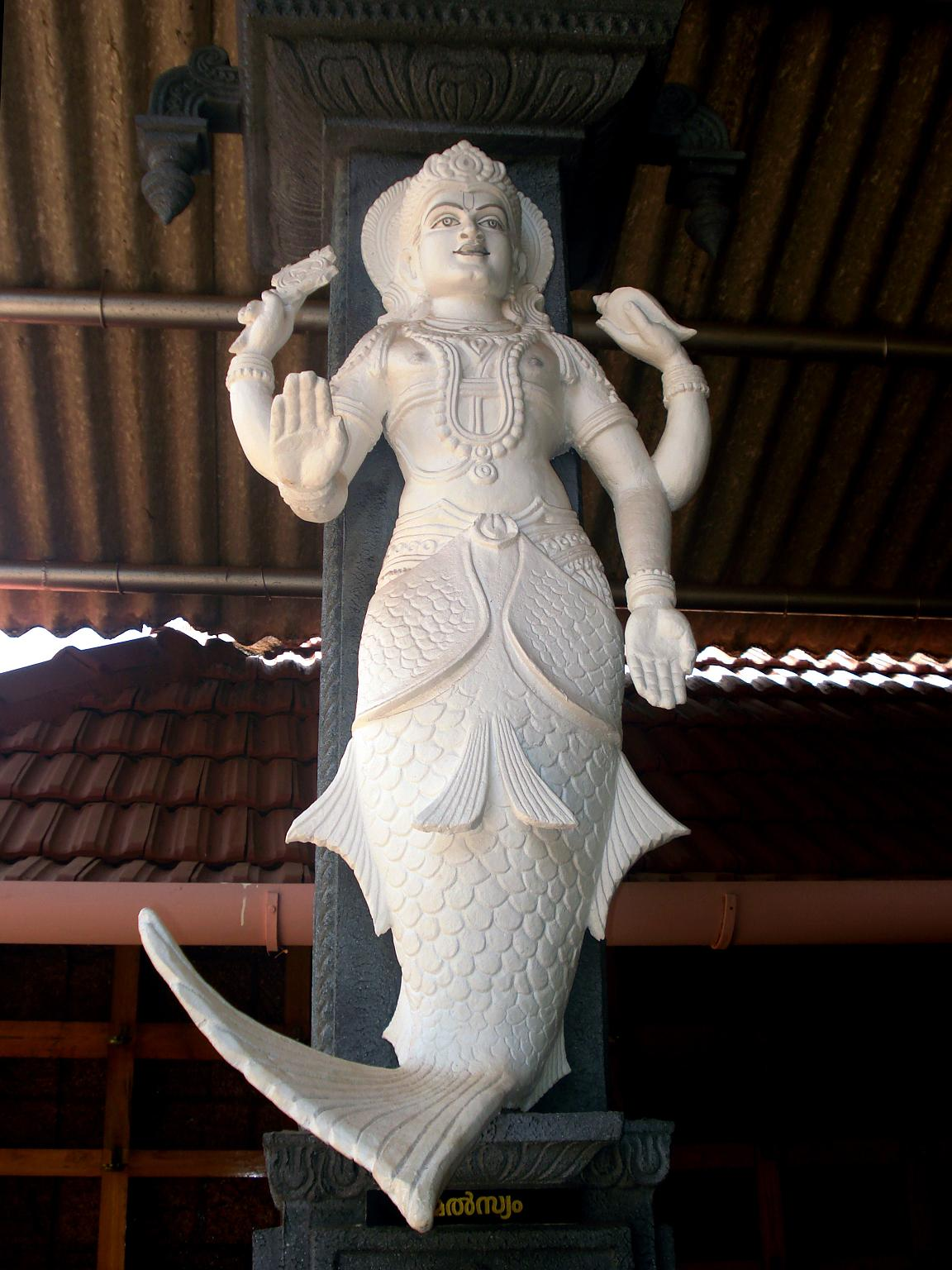
Matsya
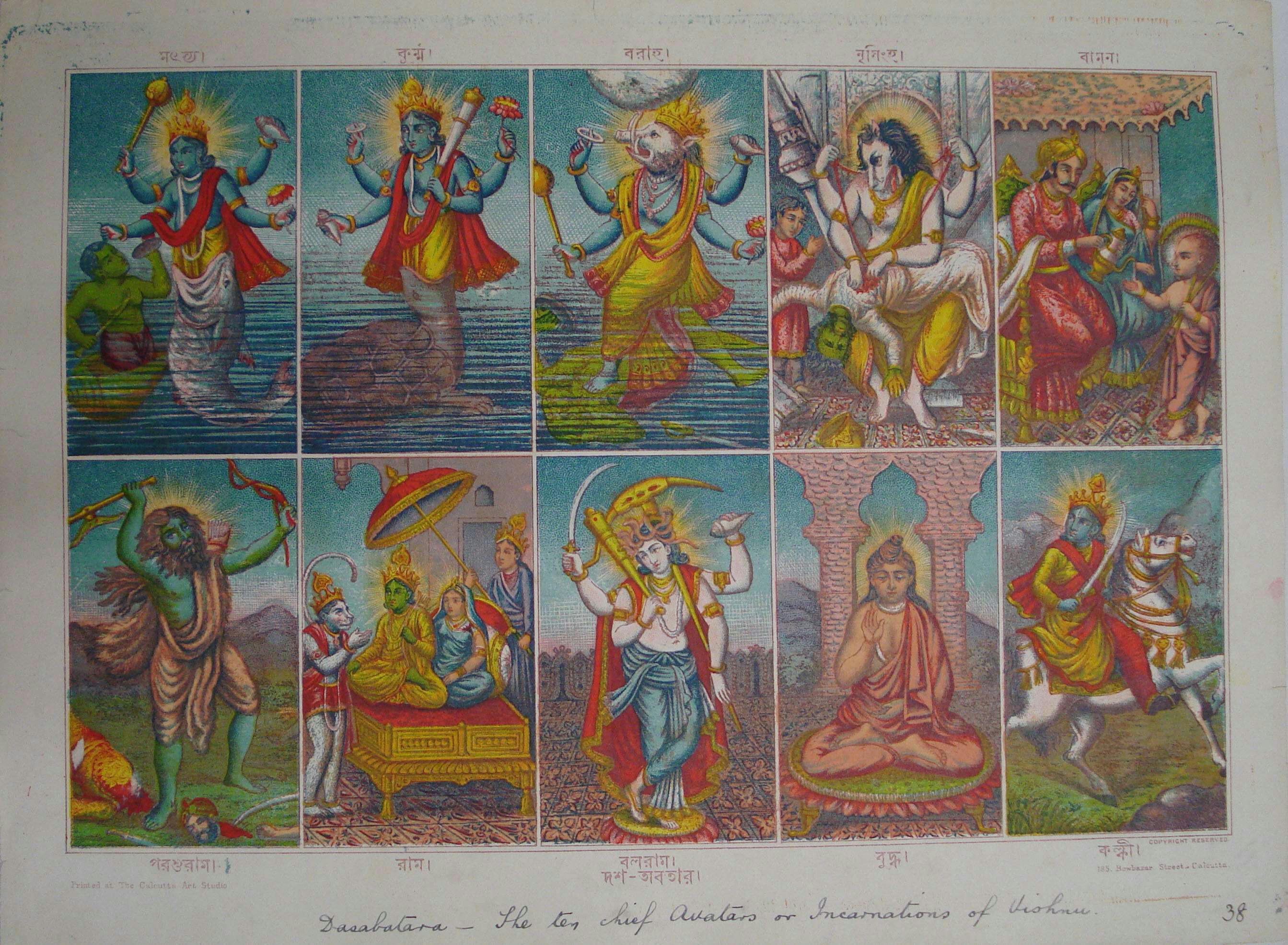
Matsya, Kurma, Varaha, Narasimha, Vamana, Parashurama, Rama, Krishna, Buddha en Kalkin, 1895
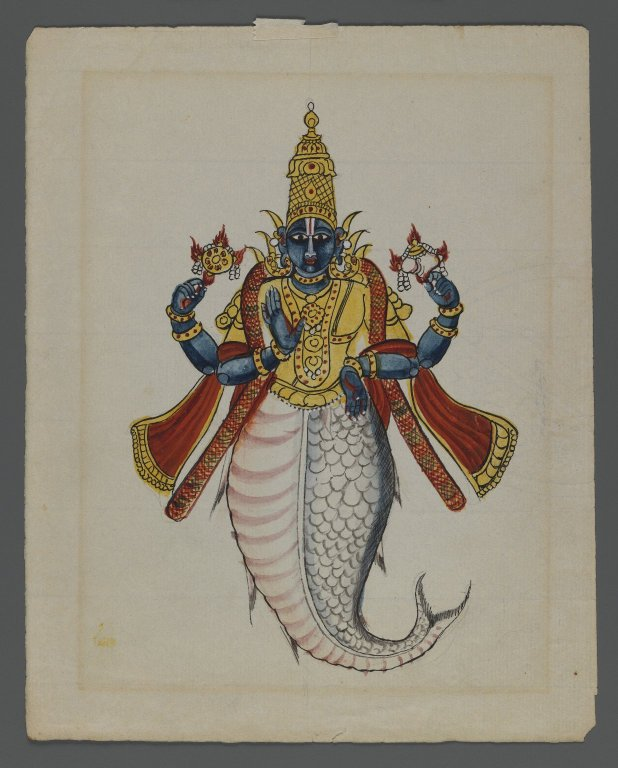
Afbeelding uit het Brooklyn Museum
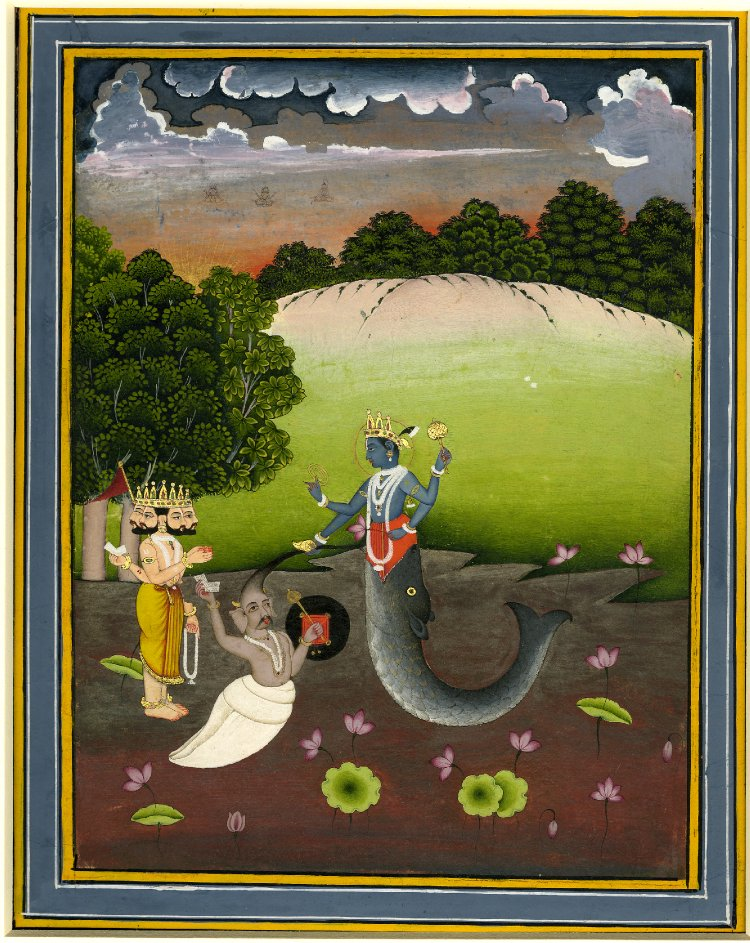
Afbeelding uit het British Museum, ca. 1800
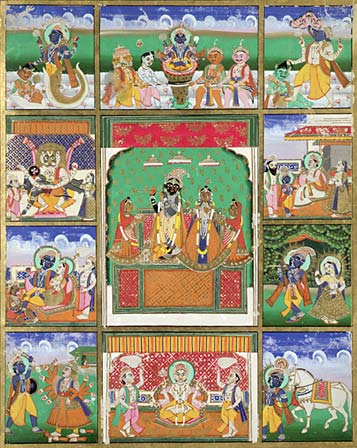
Vishnu en zijn tien avatara's
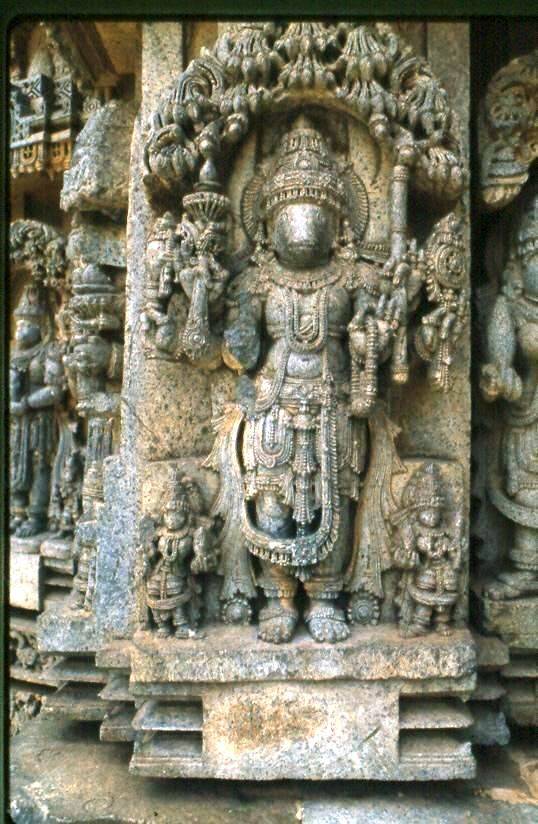
Somnathpur tempel, Karnataka, India
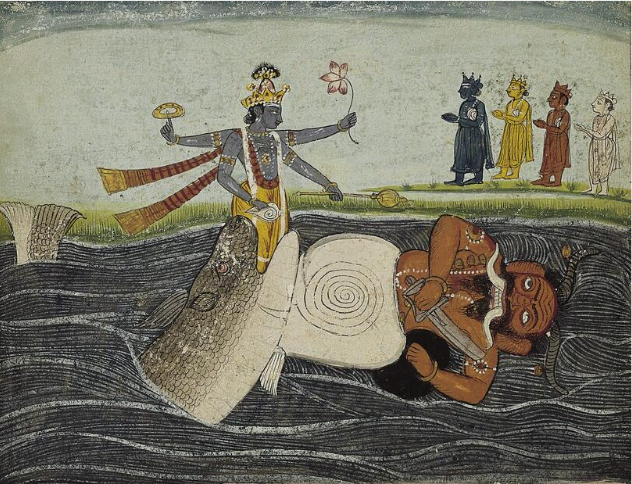
Norton Simon Museum, ca. 1750-1800
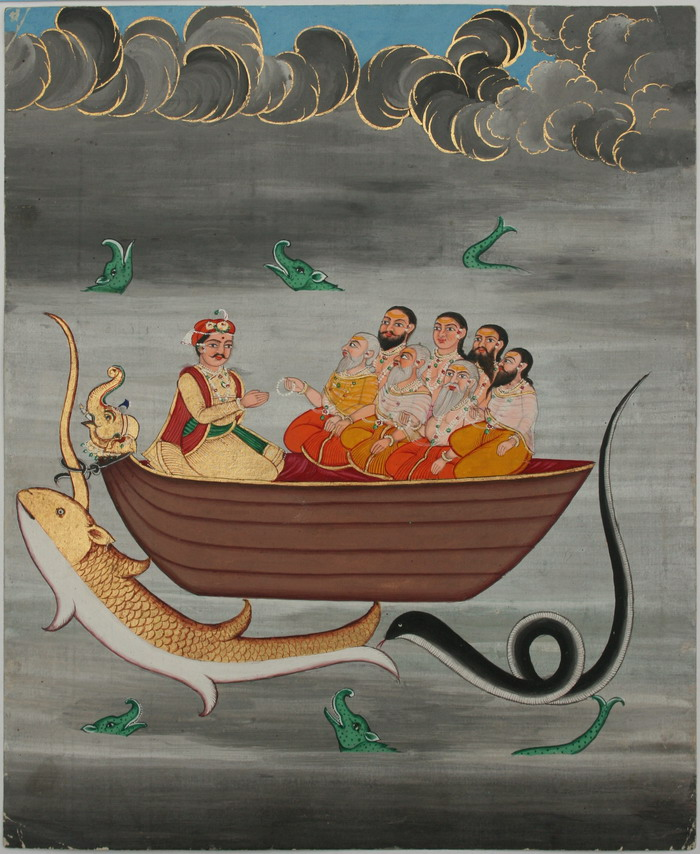
Manoe en Saptarishi, 1890
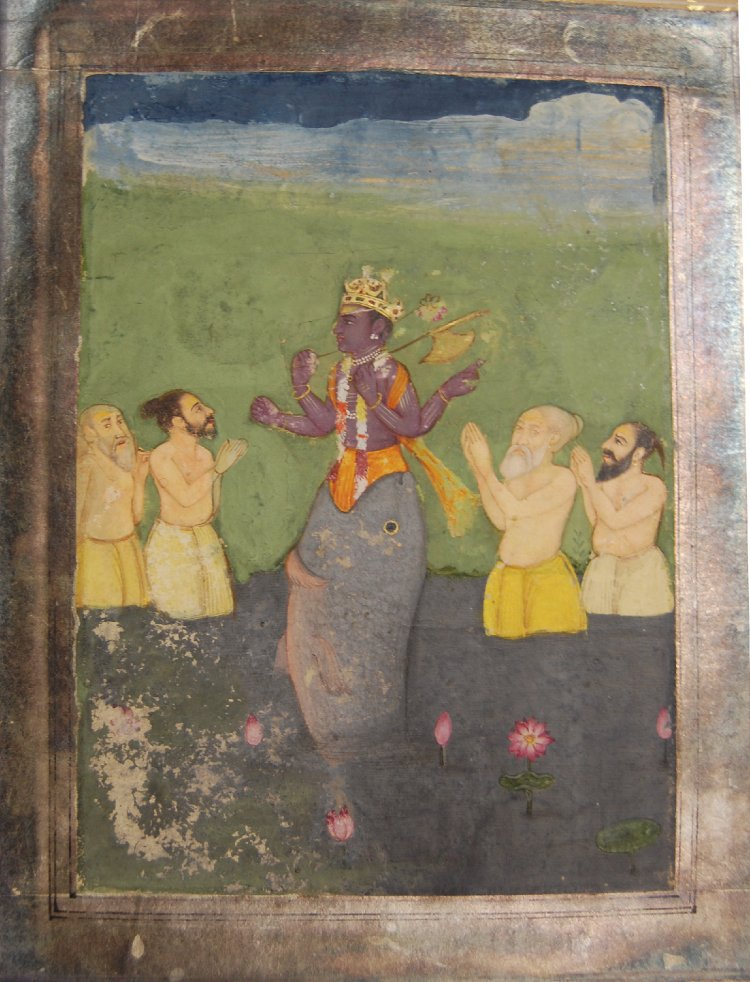
Matsya omringd door sadhoes, 1751-1850
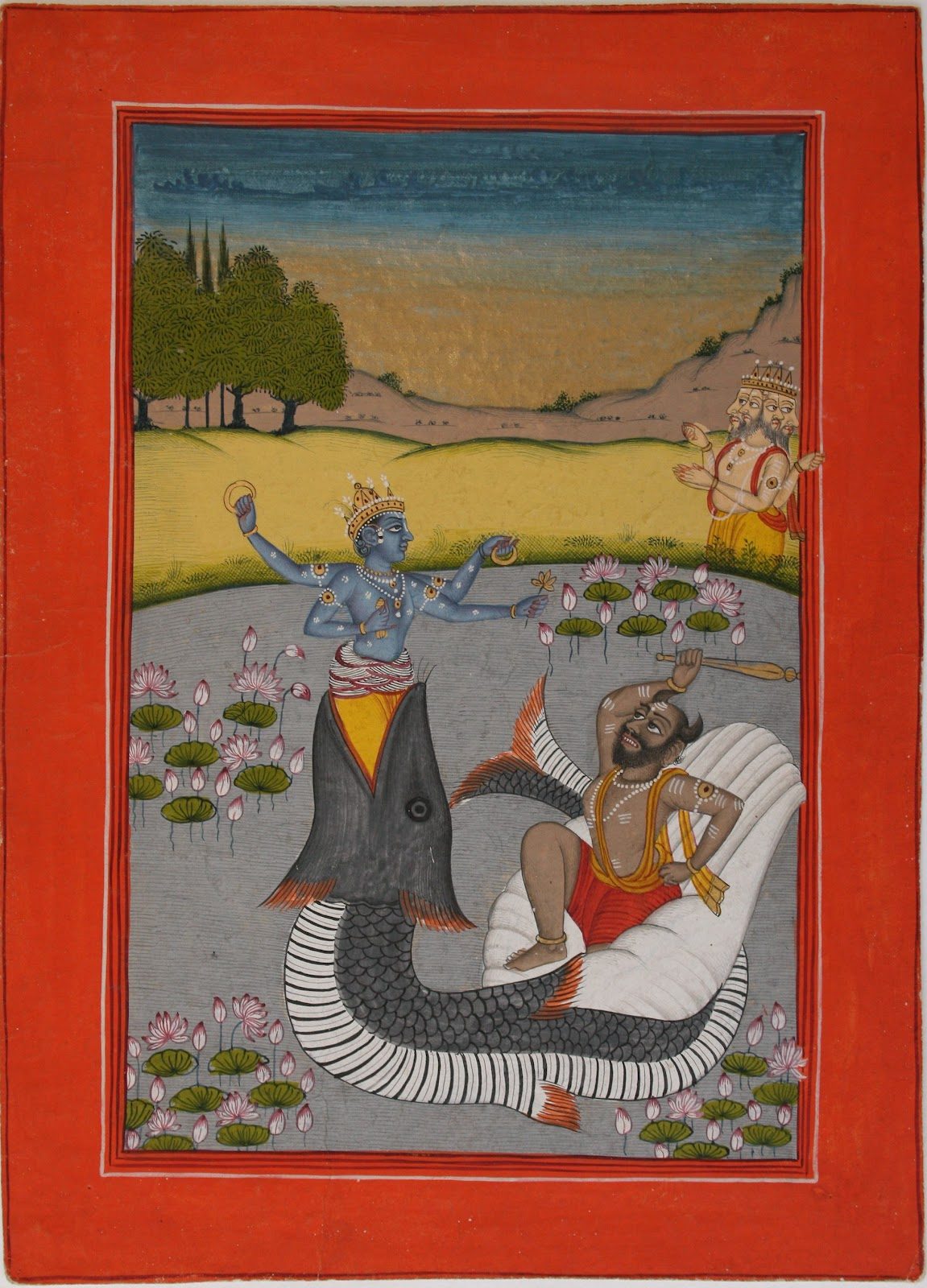
Afbeelding uit ca. 1800
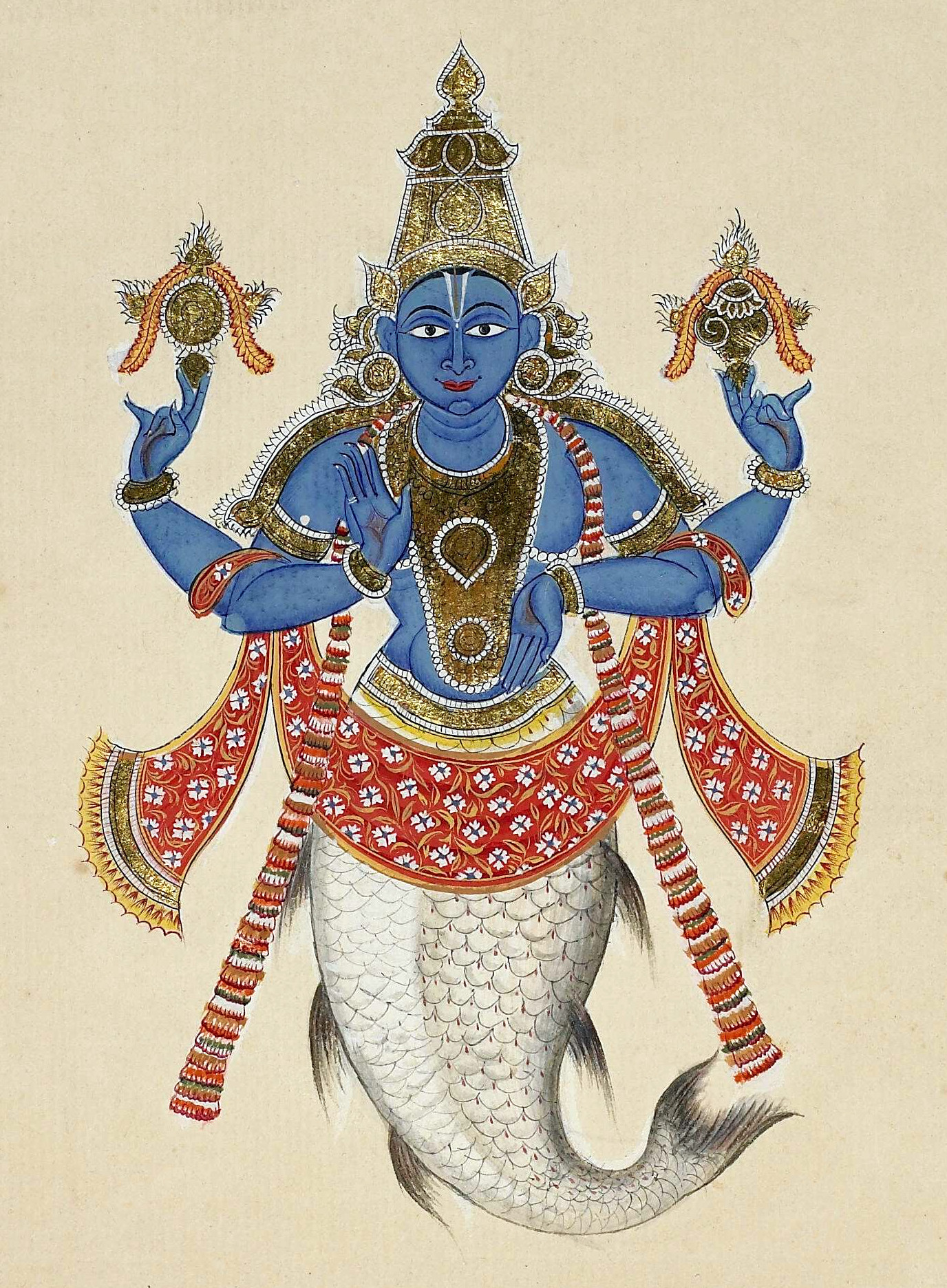
Afbeelding uit ca. 1820

Matsya  · Koerma  · Varaha  · Narasimha · Vamana · Parashurama (krijger) · Rama (ideale man) · Krishna · Boeddha 

Toekomstig: Kalki